# NGC 5713
NGC 5713 (другие обозначения — UGC 9451, MCG 0-37-22, ZWG 19.77, 8ZW 447, IRAS14376-0004, PGC 52412) — галактика в созвездии Дева.
Этот объект входит в число перечисленных в оригинальной редакции «Нового общего каталога».